# Victoria Muñoz García
Victoria Muñoz García (Madrid, 1921 - ibídem, 5 de agosto de 1939) fue una de Las Trece Rosas, mujeres españolas fusiladas el 5 de agosto de 1939 en las tapias exteriores del cementerio de la Almudena tras acabar la guerra civil, junto a 46 hombres. Todos fueron acusados de pertenecer a las Juventudes Socialistas Unificadas (JSU) o al Partido Comunista de España (PCE).

## Trayectoria
Victoria nació en Madrid, donde vivía. Se afilió a las JSU en 1936, a la edad de 15 años.  Al acabar la guerra un amigo Julián Muñoz Tárrega, le convenció para que entrara a formar parte de la reorganización de las JSU, entrando en un grupo que dirigía Sergio Ortiz en el sector de Chamartín de la Rosa. También formaban parte de este grupo Ana López Gallego, Elena Gil Olaya, Luisa Rodríguez y Martina Barroso. Victoria era hermana de Gregorio Muñoz “Goyo”, responsable militar del sector.
Desarticulado este sector por las delaciones, su hermano Gregorio Muñoz fue juzgado junto a otros siete detenidos en un procedimiento sumarísimo de urgencia, el 13896, y fue fusilado en la madrugada del 17 de mayo, unas horas después de celebrarse el consejo de guerra. Su hermano Juan Muñoz murió en comisaría como consecuencia de las torturas sufridas.
Ingresó en prisión el 6 de junio de 1939. Fue llevada al departamento de menores creado a iniciativa de María Sánchez Arbós, presa de la cárcel, junto a Ana López Gallego y Martina Barroso.
En el expediente núm. 30. 426, una testigo, sin aludir directamente a Muñoz, menciona que en el domicilio de Blanca Brissac (otra de las Trece Rosas), se planeaba un intento de complot contra el general Franco el día del desfile en el primer Año de la Victoria; sin embargo, esta circunstancia, considerada hoy en día como incierta, fue descartada, no siendo acusada de ello. El asesinato de Muñoz, junto al de las otras Rosas y los Cuarenta y tres Claveles, es considerado como una represalia por el atentado que realizaron otros tres militantes de las JSU contra el Comandante de la Guardia Civil y miembro del Servicio de Información y Policía Militar franquista, Isaac Gabaldón, su hija y el conductor José Luis Díez Madrigal. Sin embargo, Muñoz nunca fue acusada de ello, al no haber tenido ninguna de las rosas relación con dicho hecho, ya que estaban encarceladas al momento de suceder.
Fue condenada a muerte porque resultó probado que formaba parte de los grupos clandestinos de las tan repetidas JSU.
La sentencia de la causa judicial, con fecha 3 de agosto, fue aprobada ese mismo día por la Auditoría de Guerra, pero en el texto se hacía constar que la ejecución de las penas de muerte permanecería en suspenso hasta que se recibiera el enterado del general Franco, Jefe del Estado. La sentencia se ejecutó el día 5 sin esperar a recibir ese enterado, que no fue firmado hasta el día 13. Las instancias de indulto no fueron cursadas por la directora Carmen Castro.